# ブロックバスティング
ブロックバスティング（blockbusting）とは、主に不動産業者や宅地造成業者によって行われる行為であり、近い将来に地区が変貌を遂げることを告げることで、住民たちがその住宅を売却することを促す方法が採られる。これを地区破壊商法と呼ぶこともある。アメリカ合衆国で多く見られる。

## 手法
多くの場合、不動産業者や宅地造成業者が白人の顧客に対して、その所有する土地の地価が下落することを懸念する気持ちを利用しながら、彼(女)らの地区に有色人種が移り住んでくると告げて、その家を安価で売ることを勧める。その後、不動産業者は、その家の価格を吊り上げ、有色人種に販売することが多い。この言葉は、貧民街の外にある比較的治安のよい地区へ経済的な成功を収めた人々を地区外への移動を仕掛けていくために行われたやり方に起源を持つ。
白人で占められた地域に、業者が雇った有色人種を送り込むことで、その地区の白人住人をさらに白人ばかりの郊外地区へと「自主的に」移動させること（ホワイト・フライト）を促していったのである。例えば、黒人女性に金を払い、排他的な白人地区内で乳母車を押させるなどの行為が行われた。
貧民街に顕著であるような状態が目につくと、社会的な差異が高まっていき、その地区の地価が下がるということを恐れて、このような黒人女性を見かけた白人居住者は、自分たちの住居を売却する傾向が強まるのである。また、宅地造成業者の中には、ある地区で住居を買い上げ、それをそのまま空き家として放置することで、地区に無人的な雰囲気を演出し、住民たちの土地売却を促す者もいる。自治体は、表現の自由を妨げることになるので、地区破壊商法の効果を低下させるために、野外に置かれた「売家」の看板を禁止することはできない。上述の定義とは別に、ブロックバスティングという言葉には、主に人種などの社会的差異に基づいて排他的な性格を帯びてきた地区が、住宅の販売を促進し、以前は排除してきた社会集団の流入を促すために、地区の排他性を取り除く試みを指すことがある。